# فهرست لیگ‌های استانی فوتبال در ایران
لیگ‌های استانی فوتبال ایران مجموعه‌ای از لیگ‌های فوتبال هستند که در استان‌های ایران برگزار می‌شوند. این لیگ‌ها پایین‌ترین سطح هرم فوتبال ایران هستند، قهرمان این لیگ‌ها جواز حضور در جام حذفی فوتبال ایران و لیگ دسته چهارم را به دست می‌آورد. هیئت فوتبال هر استان لیگ آن استان را برگزار و شبکه‌های استانی صدا و سیمای ایران بازی‌هایشان را پخش می‌کنند.

## فهرست لیگ‌ها
در حال حاضر ۳۱ لیگ در استان‌های ایران فعال هستند.
- آذربایجان شرقی
- آذربایجان غربی
- اردبیل
- اصفهان
- البرز
- ایلام
- بوشهر
- تهران
- چهار محال و بختیاری
- خراسان جنوبی
- خراسان رضوی
- خراسان شمالی
- خوزستان
- زنجان
- سمنان
- سیستان و بلوچستان
- فارس
- قزوین
- قم
- کردستان
- کرمان
- کرمانشاه
- کهكیلویه و بویر احمد
- گلستان
- گیلان
- لرستان
- مازندران
- مرکزی
- هرمزگان
- همدان
- یزد